# Ayesha Hazarika
Ayesha Yousef Hazarika, baronne Hazarika (née le 15 décembre 1975) est une animatrice, journaliste et commentatrice politique écossaise, et ancienne conseillère politique de hauts responsables politiques du Parti travailliste.

## Jeunesse
Hazarika est née à Bellshill, en Écosse, de parents d'origine musulmane indienne, et grandit à Coatbridge. Elle fait ses études à Laurel Bank, une école pour filles à Glasgow et étudie le droit à l'Université de Hull. Hazarika envisage de devenir avocat avant de suivre une formation de journaliste.

## Comédienne
Alors qu'elle travaille comme attachée de presse au ministère du Commerce et de l'Industrie, Hazarika est persuadée par un ami de suivre un cours de comédie dirigé par le comédien Logan Murray. Elle commence à se produire en spectacles parallèlement à son travail au DTI. En 2003, Hazarika est demi-finaliste du concours de comédie stand-up de Channel 4, So You Think You're Funny. Cependant, la comédie passe au second plan après 2007 et elle se concentre sur le développement de sa carrière de conseillère politique.
Hazarika fait un retour au stand-up en 2016, en présentant un spectacle au Festival Fringe d'Édimbourg inspiré par son passage en politique. En 2017, elle présente un nouveau spectacle, State of the Nation, à Édimbourg. En décembre 2018, Hazarika apparait dans l'épisode 10 de la série Have I Got News for You en tant que coéquipier de Ian Hislop, un rôle qu'elle reprend le 7 mai 2020 dans la série « Lockdown ».

## Conseillère politique
De 2007 à 2015, Hazarika est conseillère politique auprès de hauts responsables du Parti travailliste, dont Harriet Harman et Ed Miliband, notamment lors des élections générales de 2010 et 2015. Après avoir quitté son poste chez Harman à la suite des élections générales de 2015, Hazarika est nommée membre de l'Ordre de l'Empire britannique (MBE) lors des honneurs du Nouvel An 2016 pour service politique.
Se décrivant comme une « modérée » au sein du Parti travailliste, Hazarika exhorte Jeremy Corbyn à démissionner après l'élection partielle de Copeland début 2017. Après les élections générales de 2017, au cours desquelles les travaillistes remportent des sièges, elle reconnait qu'elle « s'était trompée sur Corbyn » et exhorte ses « collègues travaillistes à reconnaître le succès de Corbyn et à essayer de faire la paix avec lui ».
En plus de revenir au stand-up après son départ de Westminster, Hazarika devient depuis une commentatrice régulière dans les médias, notamment en tant que chroniqueuse pour The Scotsman et l'Evening Standard. En 2018, elle co-écrit le livre Punch and Judy Politics: An Insiders' Guide to Prime Minister's Questions avec son collègue rédacteur de discours travailliste et conseiller spécial Tom Hamilton.
En juin 2020, elle est l'une des présentatrices du lancement de la station de radio numérique Times Radio, présentant des émissions le week-end.
Hazarika est nommée pour une pairie à vie par le leader travailliste Keir Starmer, et est créée baronne Hazarika, de Coatbridge dans le comté de Lanarkshire, le 14 mars 2024.